# Рашко Коњевић
Рашко Коњевић (Зеница, 12. април 1979) јесте црногорски политичар. Бивши је потпредседник Владе Црне Горе задужен за политички систем и унутрашње послове, министар одбране Црне Горе, бивши министар унутрашњих послова и министар финансија Црне Горе. Председник је Социјалдемократске партије.

## Биографија
Рођен 1992. године у Зеници а избегао у Црну Гору због рата у БиХ 1992. године. Магистар економских наука. Магистрирао на Економском факултету у Подгорици на двогодишњим постдипломским студијама „Предузетничка економија“. Боравио је на стручном усавршавању у САД. На Факултету за пословне студије Montenegro Business School сарадник је на предмету Основи менаџмента.
Радио је као новинар дневног листа Вијести те као менаџер за односе са јавношћу у невладиној организацији Центар за демократску транзицију.
Био је савјетник за односе са јавношћу и шеф Кабинета предсједника Скупштине Црне Горе.
Члан је Предсједништва и Главног одбора СДП-а.
Крајем октобра 2022. у Скупштини Црне Горе смењен је са места министра и потпредседника у влади Дритана Абазовића.